# 龙江站 (中国铁路)
龙江站，位于中华人民共和国黑龙江省齐齐哈尔市龙江县，是滨洲铁路上的火车站，建于1900年，由哈尔滨铁路局管辖。

## 車站周邊
- 中国铁通龙江站前营业厅
- 龙江客运站
- 中国电信正阳路营业厅
- 龙江县龙江镇人民政府
- 中国移动二道街营业厅
- 中国邮政储蓄银行正阳路支行
- OPPO齐齐哈尔龙江正阳街店
- 龙江银行龙江县支行
- 中国人民银行龙江县支行
- 龙江县房产管理局
- 龙江县中医医院

## 歷史
- 建于1900年。

## 外部連結
- 中国铁路客户服务中心 （页面存档备份，存于）